# سیارک آتنی
| مریخ (M) زهره (V) عطارد (H) | خورشید گروه سیارکی آتن زمین (E) |

گروه سیارکی آتن در مقایسه با مدار سیاره‌های زمین‌سان. سامانهٔ خورشیدی.

سیارک‌های آتنی (به انگلیسی: Aten asteroid)، گروهی از سیارک‌ها هستند که مسیر مدارشان آنها را به نزدیکی زمین می‌آورد. نام‌گذاری این گروه با توجه به سیارک آتن ۲۰۶۲ صورت گرفته که نخستین نمونه از آن گونه سیارک بود و توسط اخترشناس آمریکایی اِلینور هلین در رصدخانه پالومار در ۷ ژانویهٔ ۱۹۷۶ کشف شد. از آن به بعد، بیش از ۱۰۰۰ سیارک آتنی دیگر کشف گردیده که بسیاری از آنها به عنوان جرم‌های بالقوه خطرناک طبقه‌بندی شده‌اند.
سیارک‌های آتنی با داشتن نیم‌قطر بزرگِ کم‌تر از یک واحد نجومی (AU)؛ فاصلهٔ متوسط از زمین تا خورشید، تعریف می‌شوند. آنها همچنین یک حضیض خورشیدی (دورترین فاصله از خورشید) بیشتر از ۰٫۹۸۳ AU دارند و مدار این سیارک‌ها می‌تواند بسیار غیرعادی باشد. این به این معنی نیست که مدار آتنی به طور کامل در مدار زمین قرار داشته‌باشد؛ زیرا تقریباً همهٔ سیارک‌های آتنیِ شناخته‌شده دارای حضیضی بیشتر از ۱ AU هستند، در حالی که نیم‌قطر بزرگ اصلی آنها خود کمتر از ۱ AU است. رصد اشیائی که در مدار زمین قرار دارند دشوار است و این مشکل می‌تواند علت برخی از نمونه‌برداری‌های سوگیرانه در بیشتر نشان‌دادن غیرعادی سیارک‌های آتنی باشد. سیارک‌های آتنی تنها حدود ۶٪ از جمعیت شناخته‌شدهٔ سیارک‌های نزدیک زمین را تشکیل می‌دهند. تعداد بیشتری از سیارک‌های کلاس آپولو در مقایسه با سیارک‌های کلاس آتن شناخته شده‌اند که احتمالاً به خاطر همان سوگیری بوده‌است.